# John Wilmot (1er baron Wilmot de Selmeston)
Pour les articles homonymes, voir Wilmot.
John Charles Wilmot, 1er baron Wilmot de Selmeston (2 avril 1893 - 22 juillet 1964) est un homme politique du parti travailliste britannique. Il sert sous Clement Attlee comme ministre de la production aéronautique de 1945 à 1946 et comme ministre de l'approvisionnement de 1945 à 1947.

## Biographie
Wilmot fait ses études à l'école centrale Hither Green et poursuit avec des cours du soir à Chelsea Polytechnic et au King's College de Londres.
Il est élu député de Fulham East lors d'une élection partielle en 1933, mais perd son siège aux élections générales de 1935. Il est élu comme conseiller municipal du London County Council en novembre 1937, restant membre jusqu'en 1945,. Il est réélu à la Chambre des communes lors d'une autre élection partielle, en 1939 comme député de Kennington. Wilmot est réélu à l'élection de 1945 pour la circonscription de Deptford et sert dans le gouvernement d'après-guerre de Clement Attlee comme ministre de la production aéronautique de 1945 à 1946, lorsque ce poste est supprimé, et en tant que ministre de l'approvisionnement de 1945 à 1947. Il est admis au Conseil privé en 1945. Il quitte la Chambre des communes aux élections générales de 1950 et est élevé à la pairie en tant que baron Wilmot de Selmeston, de Selmeston dans le comté de Sussex, le 30 janvier 1950.
Lord Wilmot of Selmeston est décédé le 22 juillet 1964, âgé de 71 ans.